# Ernst-Thälmann-Straße 8 (Gernrode)

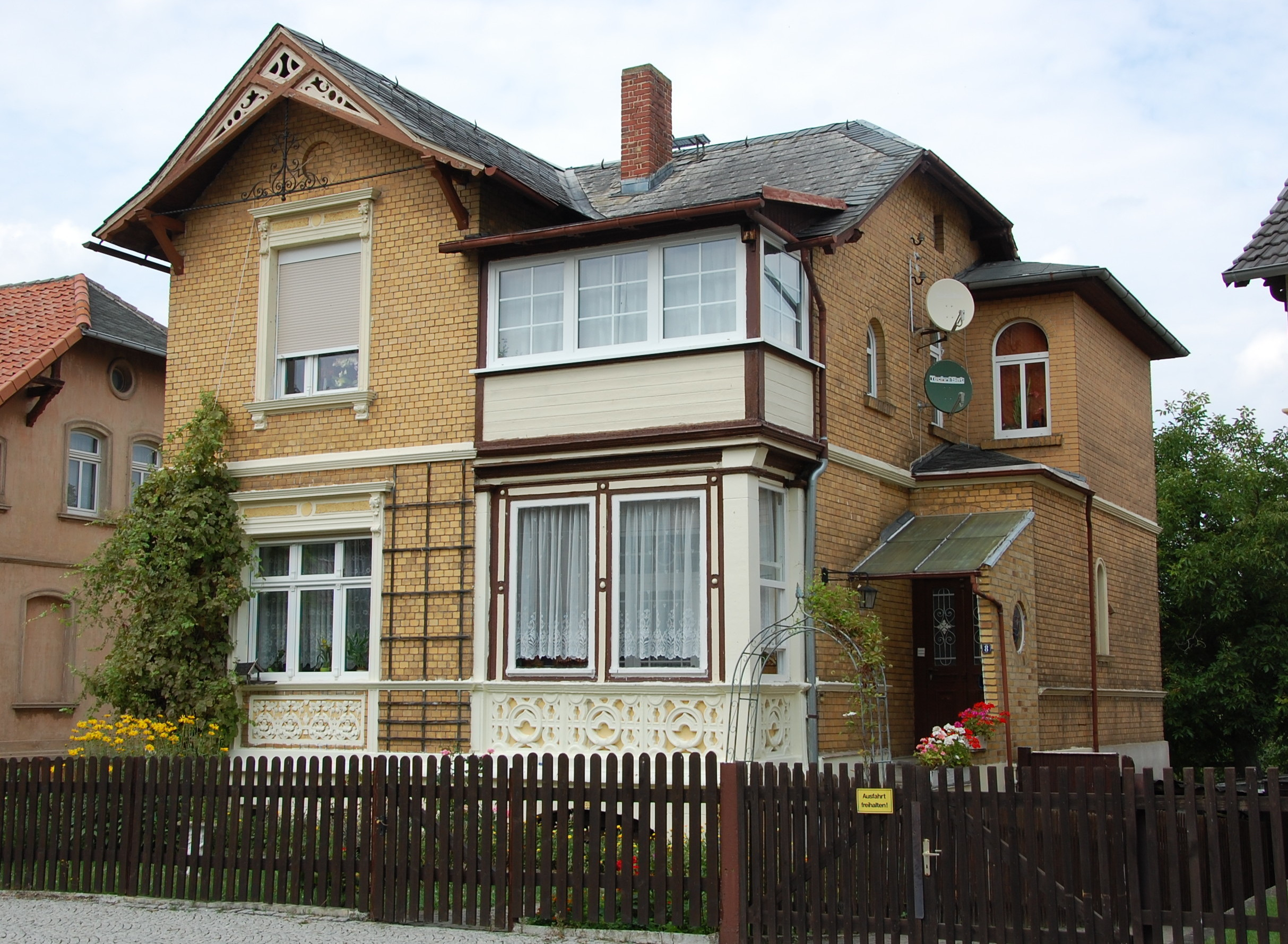
Haus Ernst-Thälmann-Straße 8

Das Haus Ernst-Thälmann-Straße 8 ist ein denkmalgeschütztes Gebäude im zur Stadt Quedlinburg in Sachsen-Anhalt gehörenden Ortsteil Stadt Gernrode.

## Lage
Das Gebäude befindet sich westlich der Gernröder Altstadt und ist im örtlichen Denkmalverzeichnis als Villa eingetragen. 

## Architektur und Geschichte
Die zweigeschossige Villa entstand in der Zeit um 1890/1900 im Stil des Spätklassizismus. Die Fassade besteht aus gelben Klinkern. An den Fenstern bestehen Putzgliederungen. Als zierende Elemente gibt es darüber hinaus Medaillons. Am Giebel befinden sich gesägte Holzdekorationen. An das Haus wurden, ähnlich dem regionalen Kurpensionsstil, hölzerne Veranden angefügt.